# Nucleolitidae
De Nucleolitidae zijn een familie van uitgestorven zee-egels (Echinoidea) uit de superorde Neognathostomata.

## Geslachten
- Bothryopneustes Fourtau, 1924 †
- Clypeopygus d'Orbigny, 1856 †
- Crotoclypeus Pomel, 1883 †
- Nucleolites Lamarck, 1801 †
- Ochetus Pomel, 1883 †
- Phyllobrissus Cotteau, 1859 †